# Croix de mission d'Agen
La croix de mission est située place du Maréchal-Foch, à côté du portail sud de la cathédrale Saint-Caprais d'Agen, en Lot-et-Garonne.

## Historique
La croix de mission a été élevée le 31 janvier 1816 et bénie le 2 février par l'évêque concordataire d'Agen, Mgr Jean Jacoupy.
La croix a été classée au titre des monuments historiques depuis le 7 décembre 1970.

## Architecture
La croix de mission est une croix de la Passion avec les « instruments de la Passion » du Christ, dans le but de rappeler au fidèle la succession des événements de la Passion.